# Illenahalli Kaval, Turuvekere
Illenahalli Kaval là một làng thuộc tehsil Turuvekere, huyện Tumkur, bang Karnataka, Ấn Độ.